# Serangium maculigerum
Serangium maculigerum är en skalbaggsart som beskrevs av Blackburn 1892. Serangium maculigerum ingår i släktet Serangium och familjen nyckelpigor. Inga underarter finns listade i Catalogue of Life.

## Bildgalleri

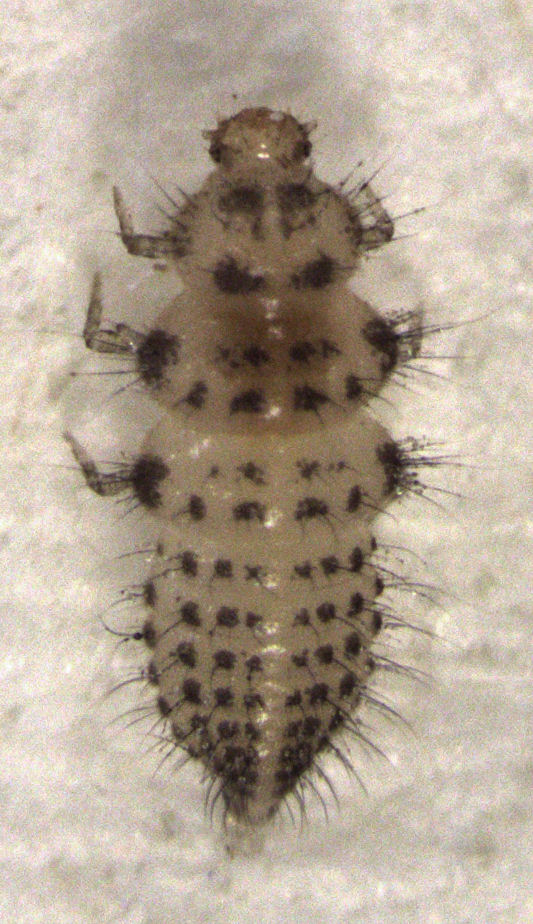
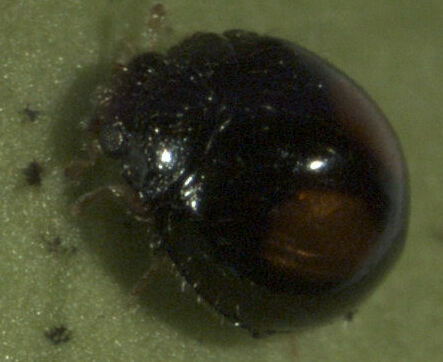